# Владимир Стојанов
Владимир Стојанов (Врбас, 1952) српски је глумац, позоришни и ТВ редитељ, театролог, продуцент и новинар. Био је члан Народног позоришта у Пироту (1976) и Покрајинског народног позоришта у Приштини (1984). Један је од оснивача и руководилаца Дописног позоришта и Позорнице драмске уметности у Новом Саду.

## Биографија
Радио је у ЖТП Нови Сад као секретар и аниматор културе (1978-1990). Режирао је у драмском студију КУД-а „Соња Маринковић“ (1973-1974), КУД-у „Железничар“ (1978-1988), КУД-у „Змај“ из Ирига (1990-2000), као и у оквиру Позорнице драмске уметности и Дописног позоришта. Играо је и у СНП и другим позориштима, а такође и на филму. Био је присутан и на сценском простору Републике Српске.
Стојанов је био управник Дописног позоришта и Позорнице драмске уметности у Новом Саду, као и директор филмске установе „Икар“ (од 1999). Радио је у Документарно-образовном програму Телевизије Нови Сад (од 1990) и аутор је више емисија о људима посвећеним драмском стваралаштву. Члан је редакције листа Позорница.
Глумио је у позоришним представама „Обичан човек“, „Љубав“, „Зли дуси“, „Емигранти“, „Малограђани“, „Три сестре“, „Надреалисти“, „Злочин и казна“, као и у играним и документарним филмовима „Валтер брани Сарајево“, „Рам за слику браће Рамић“, „Дописно позориште Младена Дражетина“, „Сребрна јакна“, „Партенон“. Добио је више признања за глумачка и редитељска остварења на смотрама драмског стваралаштва.